# Stephen Silas
Stephen Silas (Boston, 6 de agosto de 1973) é um treinador norte-americano que é o atual assistente técnico do Detroit Pistons da National Basketball Association (NBA). Ele é filho do jogador e treinador da NBA, Paul Silas.
Ele trabalhou com seu pai no Charlotte Hornets de 2000 a 2002, no New Orleans Hornets de 2002 a 2003 e no Cleveland Cavaliers de 2003 a 2005. Ele também atuou como olheiro avançado do Washington Wizards durante a temporada 2005-06 e como assistente técnico do Golden State Warriors de 2006 a 2010, antes de sair para se juntar ao pai em Charlotte, onde trabalhou de 2010 a 2018. Ele foi treinador principal dos Rockets de 2020 a 2023.
Na época de sua contratação como assistente técnico pelos Hornets em 5 de junho de 2000, ele era o assistente mais jovem da NBA com 26 anos.

## Inicio de carreira
Silas nasceu em Boston e cresceu na cidade de Nova York. Ele frequentou o John Jay High School em Cross River, Nova York, enquanto seu pai atuava como assistente técnico do New York Knicks. Ele jogou um ano de basquete pós-secundário na St. Thomas More School em Oakdale, Connecticut. Silas se formou na Universidade Brown em 1996 com diplomas em sociologia e gestão. Durante seus estudos, ele jogou quatro temporadas pelo time de basquete da universidade. Após a graduação e antes de ingressar na NBA, Silas passou três anos como assistente do diretor executivo da Associação de Jogadores Aposentados da NBA em Providence, Rhode Island.

## Carreira de treinador

### Charlotte/New Orleans Hornets (2000–2002)
Silas passou três temporadas como assistente técnico do Charlotte Hornets enquanto seu pai, Paul Silas, treinava a equipe. Silas ingressou nos Hornets no verão de 1999 como olheiro, onde acompanhou quase 200 jogos da NBA e do campeonato universitário nessa função. Ele também atuou como treinador principal da equipe dos Hornets na Summer League de Orlando em 2002.

### Cleveland Cavaliers (2003–2005)
Silas passou cinco temporadas nas comissões técnicas de seu pai no Cleveland Cavaliers e nos Hornets. Ele atuou como assistente técnico dos Cavaliers de 2003 a 2005, onde trabalhou de perto com LeBron James e foi responsável por trabalho individual de habilidades, desenvolvimento de jogadores, preparação de jogos, treinos antes dos jogos, além da gestão e desenvolvimento das tecnologias e sistemas de olheiros da equipe técnica. Silas também atuou como treinador principal das equipes de Summer League dos Cavaliers em Boston e Orlando em 2003.

### Golden State Warriors (2006–2010)
Antes de se juntar ao Golden State Warriors, Silas atuou como olheiro no Washington Wizards durante a temporada de 2005–06. Ele passou mais de cinco anos trabalhando nos Warriors. Ele não apenas trabalhou com seu pai, mas também com o técnico Don Nelson. Com os Warriors, Silas se concentrou no desenvolvimento de jogadores de perímetro, além da preparação de jogos e na gestão das jogadas ofensivas e defensivas da equipe. Um desses jogadores de perímetro foi Stephen Curry. Ele também atuou como treinador principal da equipe na Summer League de Las Vegas.

### Charlotte Bobcats/Hornets (2010–2018)
Em 2010, Silas se juntou ao Charlotte Bobcats depois que seu pai se tornou treinador interino da equipe. Em várias ocasiões durante a temporada de 2011–12, Silas atuou como treinador principal.
Silas ajudou os Hornets a chegar aos playoffs nas temporadas de 2013–14 e 2015–16. No final da temporada de 2015–16, Silas surgiu como um dos principais candidatos para a posição de treinador principal do Houston Rockets, embora Mike D'Antoni tenha acabado assumindo o cargo.
Em 4 de dezembro de 2017, Silas assumiu como treinador principal dos Hornets quando Steve Clifford adoeceu, e continuou nesse papel até o seu retorno em 16 de janeiro de 2018.

### Dallas Mavericks (2018–2020)
Em 24 de maio de 2018, Silas juntou-se ao Dallas Mavericks como assistente técnico sob o comando do treinador Rick Carlisle.

### Houston Rockets (2020–2023)
Em 30 de outubro de 2020, Silas foi nomeado treinador principal do Houston Rockets, marcando a primeira vez que ele assumiu o cargo de treinador principal. Na época, a equipe contava com Russell Westbrook e James Harden no elenco, e foi uma posição muito empolgante para Silas. No entanto, Westbrook foi trocado para o Washington Wizards em 2 de dezembro de 2020. Apenas um mês depois, a equipe trocou Harden para o Brooklyn Nets. Silas e os Rockets começaram a temporada de 2020–21 com um recorde de 11–10, mas quando o ala, Christian Wood, se lesionou no joelho direito em uma vitória contra o Memphis Grizzlies em 4 de fevereiro de 2021, o time começou a ter dificuldades, entrando em uma sequência de 20 derrotas consecutivas. Infelizmente para Silas e os Rockets, em sua primeira temporada, tiveram que utilizar um recorde de 30 jogadores devido a várias lesões e trocas, chegando a jogar com apenas sete ou oito jogadores em alguns jogos perto do final da temporada, e terminaram com o pior recorde da liga, 17–55.
Na temporada de 2021–22, Silas e os Rockets terminaram novamente no fundo da Conferência Oeste com um recorde de 20–62. Na temporada de 2022–23, os Rockets terminaram com um recorde de 22–60, o segundo pior na Conferência Oeste. Em 10 de abril de 2023, foi anunciado que os Rockets dispensaram Silas após decidirem não exercer a opção de quarto ano do contrato dele. Silas encerrou seu tempo como treinador dos Rockets com um recorde de 59-177. O período em que ele treinou a equipe foi o pior período de três temporadas na história da franquia. Silas também detém o pior recorde de treinador na história da NBA entre aqueles que treinaram pelo menos 200 jogos da NBA.

### Detroit Pistons (2023–Presente)
Em 5 de junho de 2023, Silas aceitou o cargo de principal assistente técnico do Detroit Pistons, trabalhando ao lado do recentemente nomeado treinador principal Monty Williams.

## Internacional
Internacionalmente, Silas trabalhou em muitos acampamentos e clínicas ao redor do mundo para ajudar a promover o basquete e a NBA. Recentemente, ele atuou como treinador no Korea Development Camp em Seul, em colaboração com a NBA e a Liga de Basquete da Coreia. Em 2008, ele atuou como treinador no acampamento Basquete Sem Fronteiras da NBA na África, assim como em Pequim durante o verão de 2005. E em 2004, ele representou a Associação de Treinadores da NBA na Academia de Basquete do Dirk Nowitzki em Berlim, Alemanha.

## Estatísticas como treinador
| Time     | Ano      | Temporada regular | Temporada regular | Temporada regular | Temporada regular | Temporada regular      | Playoffs | Playoffs | Playoffs | Playoffs | Playoffs                   |
| Time     | Ano      | J                 | V                 | D                 | %                 | Classificação          | J        | V        | D        | %        | Resultado Final            |
| -------- | -------- | ----------------- | ----------------- | ----------------- | ----------------- | ---------------------- | -------- | -------- | -------- | -------- | -------------------------- |
| Houston  | 2020–21  | 72                | 17                | 55                | .236              | 5º na Divisão Sudoeste | —        | —        | —        | —        | Não foram para os playoffs |
| Houston  | 2021–22  | 82                | 20                | 62                | .244              | 5º na Divisão Sudoeste | —        | —        | —        | —        | Não foram para os playoffs |
| Houston  | 2022–23  | 82                | 22                | 60                | .268              | 4º na Divisão Sudoeste | —        | —        | —        | —        | Não foram para os playoffs |
| Carreira | Carreira | 236               | 59                | 177               | .249              |                        |          |          |          |          |                            |